# بیجگان
بیجگان (دلیجان)، روستایی از توابع بخش مرکزی شهرستان دلیجان در استان مرکزی ایران است. از مهم‌ترین بناهای این روستان می‌توان به مسجد جامع و مسجد کرسی اشاره داشت. بیجگان یا بیج مکان به معنی مکان بسته و این اسم بدان جهت بوده چون راه ازنا در گذشته‌ها باز نبوده و راه روستا از طرف بالا مانند اتاقی که از سقف ان وارد می‌شده به پسته‌های بسته هم پستهٔ بیج گفته می‌شود در این روستا مسجدی با سبک معماری دوره صفویه با صفه‌ها و سبک معماری گچ بری و کاهگل؛ و تیر چوبی که هنوز هم دایر می‌باشد و جز میراث فرهنگی ثبت گردیده است اهالی این روستا از قدیم به شغل دامداری و کشاورزی اشتغال داشته‌اند و عمده محصولات ان گردو بادام و انواع میوه جات و کشت محصولات زراعی بوده است و در اواخر دوره قاجاریه جمعیتی معادل ۱۹۸۰نفر در ان سکونت می‌کردند که در مراتع روستا نیز انواع گیاهان دارویی من جمله گون وجود داشته است و یکی از محصولات دارویی روستا به نام سماق که خواص فراوانی دارد سماق: ضد دیابت. ضد روماتیسم؛ و داروی شفابخش نقرس است که مورد استفاده اهالی قرار می‌گرفته است و خاصیت ضد میکروبی این گیاه به اثبات رسیده است و برای درد دندان نیز مفید و اشتها را نیز تحریک می‌کند و لثه را تقویت و از خون‌ریزی معده جلوگیری می‌کند و پاک‌کننده معده و قابض و مقوی معده است از اسهال صفراوی و مزمن جلوگیری و خلط خونی سینه را در مان می‌کند؛ ولی تازه نباید مصرف شود چون ایجاد مسمومیت می‌کند. این روستا دارای امامزاده‌ای مجلل در خارج از روستا می‌باشد که مدفن امامزادگان عیسی اسحاق و مریم از اولاد موسی بن جعفر ع با گنبد نقره‌ای رنگ و ایوانی در جهت شرقی غربی می‌باشد.
موقعیت طبیعی و جغرافیایی روستای بیجگان
فاصله روستای بیجگان تا شهر دلیجان (مرکز بخش و شهرستان) معادل ۲۴ کیلومتر می‌باشد. ارتفاع روستا از سطح دریا حدود ۱۹۴۰ متر می‌باشد روستای بیجگان در منطقه کوهستانی و دامنه ارتفاعات قرار دارد. رودخانه ازنا از خط القعر منطقه و از شرق روستا عبور می‌نماید ارتفاعات مشرف به روستا عبارتند از: کوه تخته گرده با ارتفاع ۲۷۹۰ متر در شمال، کوه سرخان با ارتفاع ۲۵۲۵ متر در شرق، کوه سیاهند با ارتفاع ۲۰۹۱ متر در غرب و کوه تخت با ارتفاع ۲۴۵۴ متر در جنوب. توپوگرافی منطقه کلا به صورت ناهموار و کوهستانی است و باغها و مزارع در دامنه این ارتفاعات تا لبه رودخانه ازنا (در خط القعر) قرار دارد.

## جمعیت
این روستا در دهستان جاسب قرار دارد و براساس سرشماری مرکز آمار ایران در سال ۱۳۹۵، جمعیت آن ۳۴۴ نفر (۱۴۱خانوار) بوده است.